# Млохув
Млохув (пол. Młochów) — село в Польщі, у гміні Надажин Прушковського повіту Мазовецького воєводства.
Населення — 791 особа (2011).
У 1975-1998 роках село належало до Варшавського воєводства.

## Демографія
Демографічна структура станом на 31 березня 2011 року:
|          | Загалом | Допрацездатний вік | Працездатний вік | Постпрацездатний вік |
| -------- | ------- | ------------------ | ---------------- | -------------------- |
| Чоловіки | 382     | 80                 | 266              | 36                   |
| Жінки    | 409     | 84                 | 240              | 85                   |
| Разом    | 791     | 164                | 506              | 121                  |